# Phalaenopsis

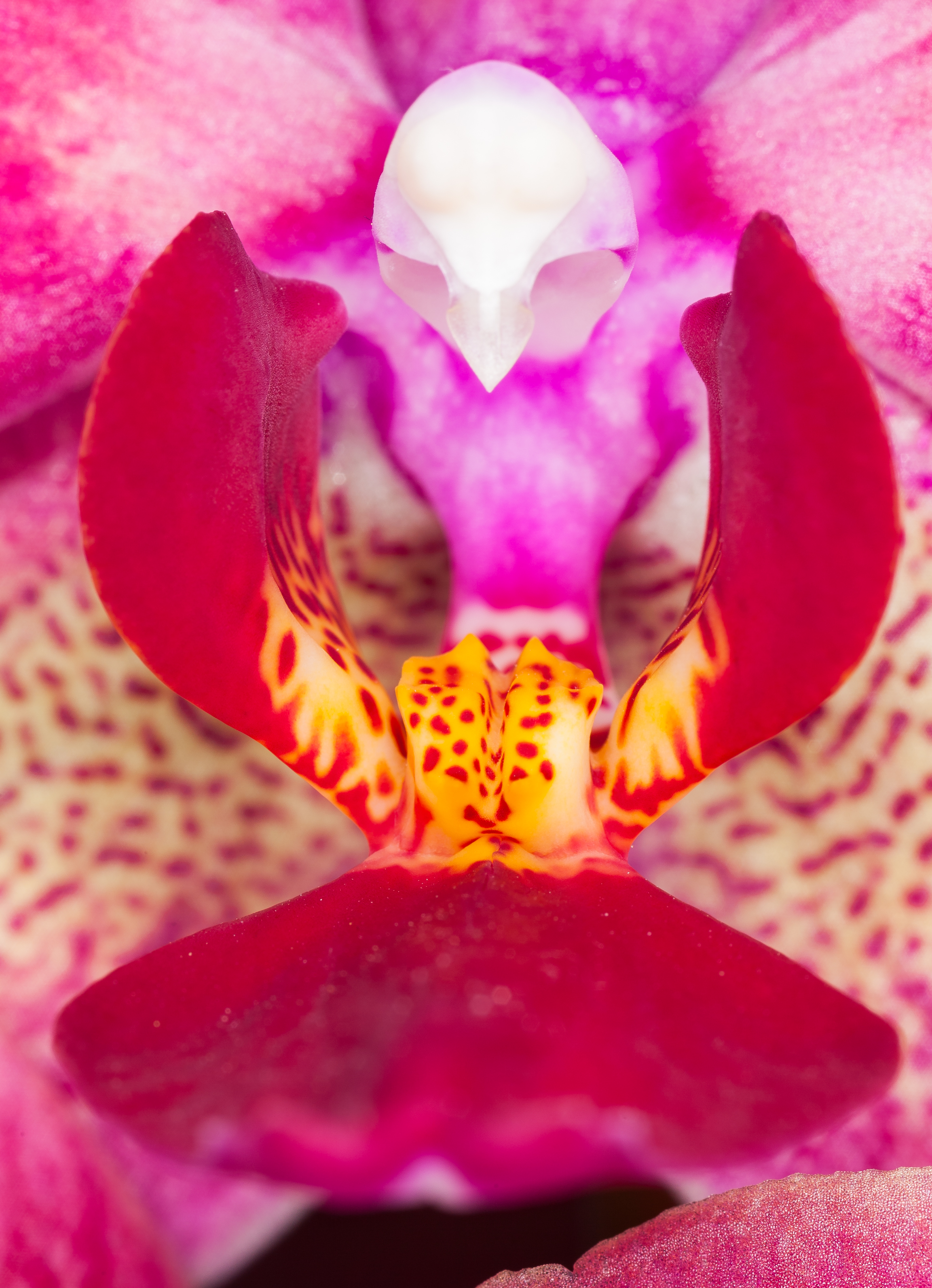
Detalle de un cultivar de Phalaenopsis.

Phalaenopsis es un género de las comúnmente llamadas orquídeas alevilla, orquídeas mariposa y también orquídeas boca de aproximadamente setenta y cinco especies de orquídeas de la familia Orchidaceae. Son nativas de todo el sureste asiático.

## Descripción
Las Phalaenopsis son orquídeas de crecimiento monopodial, la mayoría epífitas, algunas también litófitas. De hojas persistentes a caducas, enteras, lustrosas, verdes, o verdes con dibujos plateados y a veces rojizos. Los tallos por lo general son cortos y  están completamente cubiertos por las bases imbrincadas de las hojas. Las raíces plateadas son gruesas, redondas o aplanadas, se adhieren fuertemente al sustrato mediante cilios en su parte inferior.  La punta en crecimiento es verde o rojiza; al mojarse la raíz, el llamado velamen se vuelve verdoso. La clorofila contenida en las raíces contribuye a la fotosíntesis de la planta.
La floración es lateral, por lo general vistosa y de larga duración. Las inflorescencias suelen ser ramificadas. Las flores, mayoritariamente planas, se reconocen fácilmente como orquídeas; presentan tres sépalos, por lo general uniformes en forma y color, y tres pétalos, de los cuales el inferior forma el labelo, generalmente fuertemente trilobulado, de colores llamativos y con dos característicos apéndices alargados en el ápice, o con cilios o vellosidades o una combinación de estos. Estambres y pistilos están fusionados en una columna corta, lisa. El ovario es alargado y está resupinado.
Muchas especies de este género se han utilizado en hibridación, con lo que se han conseguido grandes flores (más de 12 cm de ancho), redondas, planas y bellamente distribuidas en tallos arquedos de hasta 100 cm o más. Menos el azul, se han conseguido todos los colores, aunque predominan las blancas (con Phalaenopsis amabilis como uno de sus ancestros) y las rosadas (con Phalaenopsis schilleriana en su trasfondo genético), pero también hay colores amarillos, rojos, moteados, listados, bordeados, combinación de dos colores, etc. Flores en forma estrellada son el resultado de cruces con otras especies de este género; entre ellas destacan por su importancia Phalaenopsis violacea y Phalaenopsis amboinensis.
Aparecen en el mercado de vez en cuando Phalaenopsis de color azulado. Son plantas de floración blanca teñidas con tinte azul. En sucesivas floraciones esta coloración artificial desaparece.

## Distribución y hábitat
Son nativas del sudeste asiático, desde las montañas del Himalaya hasta las Filipinas, Indonesia, norte de Australia y selva baja del Perú (América del Sur). La isla Orquídea de Taiwán debe su nombre a estas orquídeas. En la naturaleza algunas especies se desarrollan bajo el dosel forestal en la humedad de la parte baja, por lo que están protegidas de la luz solar directa, y otras crecen en entornos con estaciones secas y frías. Todas ellas se han adaptado individualmente a estos hábitats.

## Etimología
El nombre procede del griego phalaina, “mariposa” y opsis, “parecido”, debido a las inflorescencias de algunas especies, que recuerdan a mariposas en vuelo. Por ello, a las especies se las llama “orquídeas mariposa”.

## Cultivo
Este género se encuentra entre las orquídeas más populares para su cultivo doméstico debido a su facilidad de propagación y floración en condiciones artificiales. Estuvieron entre las primeras orquídeas tropicales en las colecciones victorianas. Desde la creación del híbrido tetraploide Phalaenopsis doris, se han convertido en las más fáciles de cultivar en el hogar, siempre y cuando se les suministren algunos cuidados que recreen aproximadamente su hábitat natural. Su producción se ha comercializado de forma industrial.
En la naturaleza vegetan con temperaturas cálidas (20 a 35 °C); sin embargo, se adaptan a condiciones más cómodas para el ser humano en zonas templadas (15 a 30 °C). A temperaturas por debajo de los 18 °C el exceso de riego puede causar la pudrición de las raíces. Phalaenopsis requiere humedad alta (60-70%) y condiciones de luz que oscilen entre los 12 000 a 20 000 lux. La floración se puede forzar haciendo descender la temperatura nocturna alrededor de cinco a seis grados durante dos a cuatro semanas consecutivas, normalmente en otoño, y con temperaturas diurnas por debajo de los 29 °C.
Las varas florales aparecen en las cavidades junto a la base de cada hoja. La primera señal es una protuberancia que surge del tejido de la hoja. Durante unos tres meses la vara crecerá hasta que empiece a formar los gruesos capullos florales.
Con el uso de dos clones de Phalenopsis, Matthew G. Blanchard y Erik S. Runkle (2006) establecieron que, aunque otras condiciones de cultivo puedan ser óptimas, el inicio de la floración se controla haciendo descender la temperatura diurna por debajo de 27 °C, y se inhibe por completo si la temperatura supera los 29 °C. La arraigada creencia popular de que la reducción de la temperatura nocturna controla el inicio de la floración parece ser falsa.